# Bogujevac (Kuršumlija)
Pour les articles homonymes, voir Bogujevac.
Bogujevac (en serbe cyrillique : Богујевац) est un village de Serbie situé dans la municipalité de Kuršumlija, district de Toplica. Au recensement de 2011, il comptait 78 habitants.

## Démographie
| 1948 | 1953 | 1961 | 1971 | 1981 | 1991 | 2002 | 2011 |
| ---- | ---- | ---- | ---- | ---- | ---- | ---- | ---- |
| 332  | 335  | 248  | 195  | 151  | 119  | 84   | 78   |

|  |